# スプリングデール (アーカンソー州)
スプリングデール（英: Springdale）は、アメリカ合衆国アーカンソー州の北西部、ワシントン郡にある都市。人口は8万4161人（2020年）で、2010年から約20％増加した。
スプリングデールはフェイエットビル、ベントンビル、ロジャーズと共に、州内第2の都市圏を形成する。オザーク高原の西端に位置するスプリングフィールド高原の南東央にある。市域の一部はベントン郡に入っている。
スプリングデールには、世界最大級の食肉会社タイソン・フーズの本社があり「世界の鶏肉首都」と呼ばれてきた。他に州北西部一番の燃料供給者フューエルズ･アンド･サプライズ社の本社もある。

## 地理
スプリングデールは北緯36度10分53秒 西経94度8分45秒 / 北緯36.18139度 西経94.14583度に位置する。
アメリカ合衆国国勢調査局に拠れば、市域全面積は31.3平方マイル (81.1 km2)であり、ほとんどすべて陸地である。水域率は0.03％となっている。

## 人口動態
以下は2000年の国勢調査による人口統計データである。
| 基礎データ - 人口: 45,798人 - 世帯数: 16,149世帯 - 家族数: 11,853家族 - 人口密度: 564.9人/km2（1,463.0人/mi2） - 住居数: 16,962軒 - 住居密度: 209.2軒/km2（541.9軒/mi2） 人種別人口構成 - 白人: 78.62% - アフリカン・アメリカン: 3.82% - ネイティブ・アメリカン: 0.94% - アジア人:1.69% - 太平洋諸島系: 1.55% - その他の人種: 11.09% - 混血: 2.29% - ヒスパニック・ラテン系: 19.66% 年齢別人口構成 - 18歳未満: 29.0% - 18-24歳: 10.7% - 25-44歳: 31.4% - 45-64歳: 18.7% - 65歳以上: 10.2% - 年齢の中央値: 31歳 - 性比（女性100人あたり男性の人口） - 総人口: 98.5 - 18歳以上: 96.4 | 世帯と家族（対世帯数） - 18歳未満の子供がいる: 38.8% - 結婚・同居している夫婦: 58.2% - 未婚・離婚・死別女性が世帯主: 10.5% - 非家族世帯: 26.6% - 単身世帯: 22.0% - 65歳以上の老人1人暮らし: 8.6% - 平均構成人数 - 世帯: 2.80人 - 家族: 3.26人 収入と家計 - 収入の中央値 - 世帯: 36,729 米ドル - 家族: 42,170米ドル - 性別 - 男性: 27,822米ドル - 女性: 21,082米ドル - 人口1人あたり収入: 16,855米ドル - 貧困線以下 - 対人口: 12.5% - 対家族数: 8.8% - 18歳以下: 16.7% - 65歳以上: 7.9% |

## スポーツ
2008年からプロ野球・テキサスリーグ（マイナーリーグ）のノースウエストアーカンソー・ナチュラルズが本拠地としている。

## 教育
スプリングデールにはエクレシア・カレッジがあり、高校は3校、中学7校、小学校16校がある。

### 博物館
- オザークの歴史シャイロー博物館[3]。

## 交通
スプリングデールとその都市圏では、北西のハイフィルの町にあるノースウエストアーカンソー地方空港を利用している。スプリングデールの町は州間高速道路540号線が通っており、南のフォートスミスとを繋いでいる。

## 見どころ
- アーベスト野球場